# Liste der Kulturgüter in Bennwil
Die Liste der Kulturgüter in Bennwil enthält alle Objekte in der Gemeinde Bennwil im Kanton Basel-Landschaft, die gemäss der Haager Konvention zum Schutz von Kulturgut bei bewaffneten Konflikten, dem Bundesgesetz vom 20. Juni 2014 über den Schutz der Kulturgüter bei bewaffneten Konflikten sowie der Verordnung vom 29. Oktober 2014 über den Schutz der Kulturgüter bei bewaffneten Konflikten unter Schutz stehen.
Objekte der Kategorien A und B sind vollständig in der Liste enthalten, Objekte der Kategorie C fehlen zurzeit (Stand: 1. Januar 2023).

## Kulturgüter
| Foto |                                                                                          | Objekt                                                        | Kat. | Typ | Standort                        | Beschreibung |
| ---- | ---------------------------------------------------------------------------------------- | ------------------------------------------------------------- | ---- | --- | ------------------------------- | ------------ |
| BW   | Datei hochladen · Wikidata zu Ötschberg, neolithische Siedlung (Q19362763)               | Ötschberg (neolithische Siedlung) KGS-Nr.: 09566              | A    | F   | 625050 / 251300                 |              |
| BW   | Datei hochladen · Wikidata zu Bauernhaus (Q29677124)                                     | Bauernhaus KGS-Nr.: 09761                                     | B    | G   | Hauptstrasse 61 625879 / 250472 |              |
| ja   | Datei hochladen · Wikidata zu Evangelische-reformierte Kirche St. Martin (Q29677143)     | Evangelisch-reformierte Kirche St. Martin KGS-Nr.: 12079      | B    | G   | Dorfstrasse 3 625774 / 250253   |              |
| BW   | Datei hochladen · Wikidata zu Getreidespeicher (Q29677161)                               | Getreidespeicher KGS-Nr.: 12080                               | B    | G   | Hauptstrasse 43 625947 / 250550 |              |
| BW   | Datei hochladen · Wikidata zu Heuschürli Weihermatt (Q29677178)                          | Heuschürli Weihermatt KGS-Nr.: 12081                          | B    | G   | Niedermatt 120 626475 / 250965  |              |
| BW   | Datei hochladen · Wikidata zu Pfarrhaus (Q29677194)                                      | Pfarrhaus KGS-Nr.: 12082                                      | B    | G   | Pfarrgässli 1 625806 / 250218   |              |
| BW   | Datei hochladen · Wikidata zu Römischer Gutshof, frühmittelalterliche Kirche (Q29677209) | Römischer Gutshof, frühmittelalterliche Kirche KGS-Nr.: 12083 | B    | F   | 625769 / 250251                 |              |
| ja   | Datei hochladen · Wikidata zu Dorfmuseum Bennwil (Q27479771)                             | Dorfmuseum KGS-Nr.: 12267                                     | B    | S   | Hauptstrasse 42 625794 / 250403 |              |